# Bernd M. Scherer

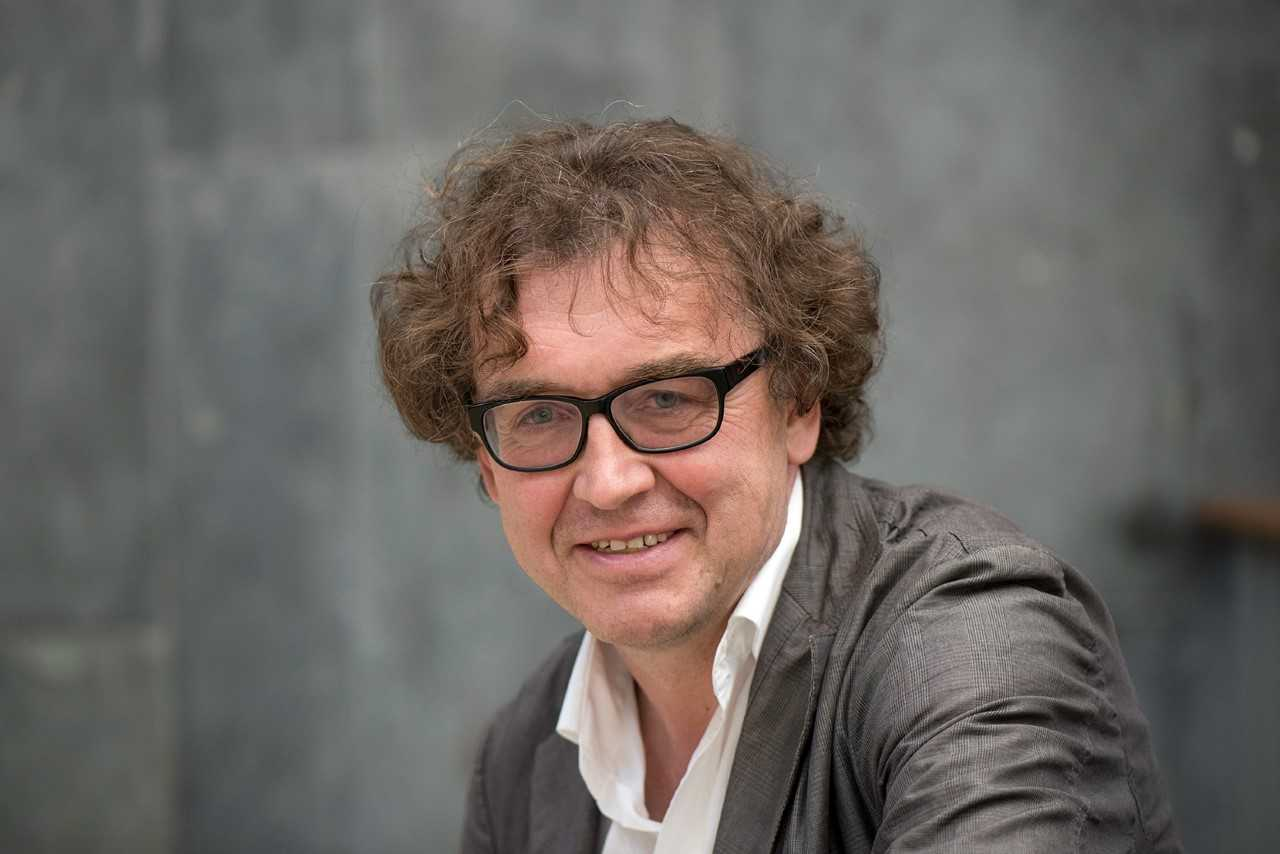
Bernd M. Scherer (2018)

Bernd Michael Scherer (* 4. September 1955 in Scheuern) ist Philosoph und Autor und leitete von 2006 bis 2022 als Intendant das Haus der Kulturen der Welt (HKW).

## Leben und Werk
Nach seiner Promotion in Philosophie an der Universität des Saarlandes leitete er von 1989 bis 1994 das Goethe-Institut in Pakistan. Von 1999 bis 2004 leitete Scherer das Goethe-Institut Mexiko und anschließend im Goethe-Institut München die Zentralabteilung Künste.
Von 2006 bis 2022 verantwortete er die Intendanz des Hauses der Kulturen der Welt in Berlin. Konzeptionell hat er das HKW von einer Institution, die nichteuropäische Kulturen repräsentiert, zu einer Institution weiterentwickelt, in der es um „curating of ideas in the making“ (Kuratieren von Ideen im Werden) in einer global, aber auch planetarisch sich verändernden Welt geht.
Ein wichtiger kuratorischer Ansatz von Bernd Scherer besteht in der Verflechtung von Kunst und Wissenschaft, Politik und Technologie und der Auseinandersetzung mit den Transformationsprozessen in gegenwärtigen Gesellschaften, postkolonialen Strukturen sowie ökologischen und technologischen Umbrüchen.
Er hat viele Kultur- und Kunstprojekte kuratiert und ko-kuratiert, darunter Agua – Wasser (2003), Über Lebenskunst (2010–2011), Das Anthropozän-Projekt (2013–2014), 100 Jahre Gegenwart (2015–2019) sowie Das Neue Alphabet (2019–2022).
Seine theoretischen Arbeiten konzentrieren sich auf Ästhetik, Sprachphilosophie, Semiotik und internationalen Kulturaustausch.
Seit Januar 2011 lehrt er außerdem als Honorarprofessor am Institut für Europäische Ethnologie der Humboldt-Universität zu Berlin.

## Veröffentlichungen (Auswahl)
- Das Haus. Die Kulturen. Die Welt. (Hrsg., Nicolai Verlag Berlin, 2007)
- Textures of the Anthropocene: Grain Vapor Ray (Hrsg. mit Katrin Klingan, Ashkan Sepahvand, Christoph Rosol, Revolver Publishing / The MIT Press, 2015)
- Das Anthropozän. Zum Stand der Dinge (Hrsg. mit Jürgen Renn, Matthes & Seitz Berlin, 2015)
- Die Zeit der Algorithmen (Hrsg., Matthes & Seitz Berlin, 2016)
- Wörterbuch der Gegenwart (Hrsg. mit Stefan Aue, Olga von Schubert, Matthes & Seitz Berlin, 2019)
- Der Angriff der Zeichen. Denkbilder und Handlungsmuster des Anthropozäns (Matthes & Seitz Berlin, 2022)